# رینبو (آلاباما)
رینبو (به انگلیسی: Rainbow) یک منطقهٔ مسکونی در ایالات متحده آمریکا است که در آلاباما واقع شده‌است. رینبو ۲۳۹ متر بالاتر از سطح دریا قرار دارد.